# Bêta
Pour l’article ayant un titre homophone, voir Beta.
Pour les articles homonymes, voir Bêta (homonymie).
Ne pas confondre avec Eszett, noté « ß » en minuscule et « ẞ » en majuscule.
Cette page contient des caractères spéciaux ou non latins. S’ils s’affichent mal (▯, ?, etc.), consultez la page d’aide Unicode.
Bêta (capitale Β, minuscule β ; en grec βήτα), est la deuxième lettre de l'alphabet grec. Dérivée de la lettre bet  de l'alphabet phénicien, elle est l'ancêtre des lettres B et bêta de l'alphabet latin, et des lettres В et Б de l'alphabet cyrillique.

## Usage

### Grec
En grec ancien, bêta représente la consonne occlusive bilabiale voisée /b/. En grec médiéval et grec moderne, bêta représente la consonne fricative labio-dentale voisée /v/.
Dans le système de numération grecque, bêta vaut 2.

### Sciences
La lettre bêta représente divers concepts en physique et chimie, dont la radioactivité β.
La capitale de la lettre bêta n'est généralement pas utilisée comme symbole car son rendu est le plus souvent identique à la capitale B latine.

### Alphabet phonétique international
Dans l'alphabet phonétique international, la forme minuscule de bêta représente la consonne fricative bilabiale voisée : /β/.

## Histoire

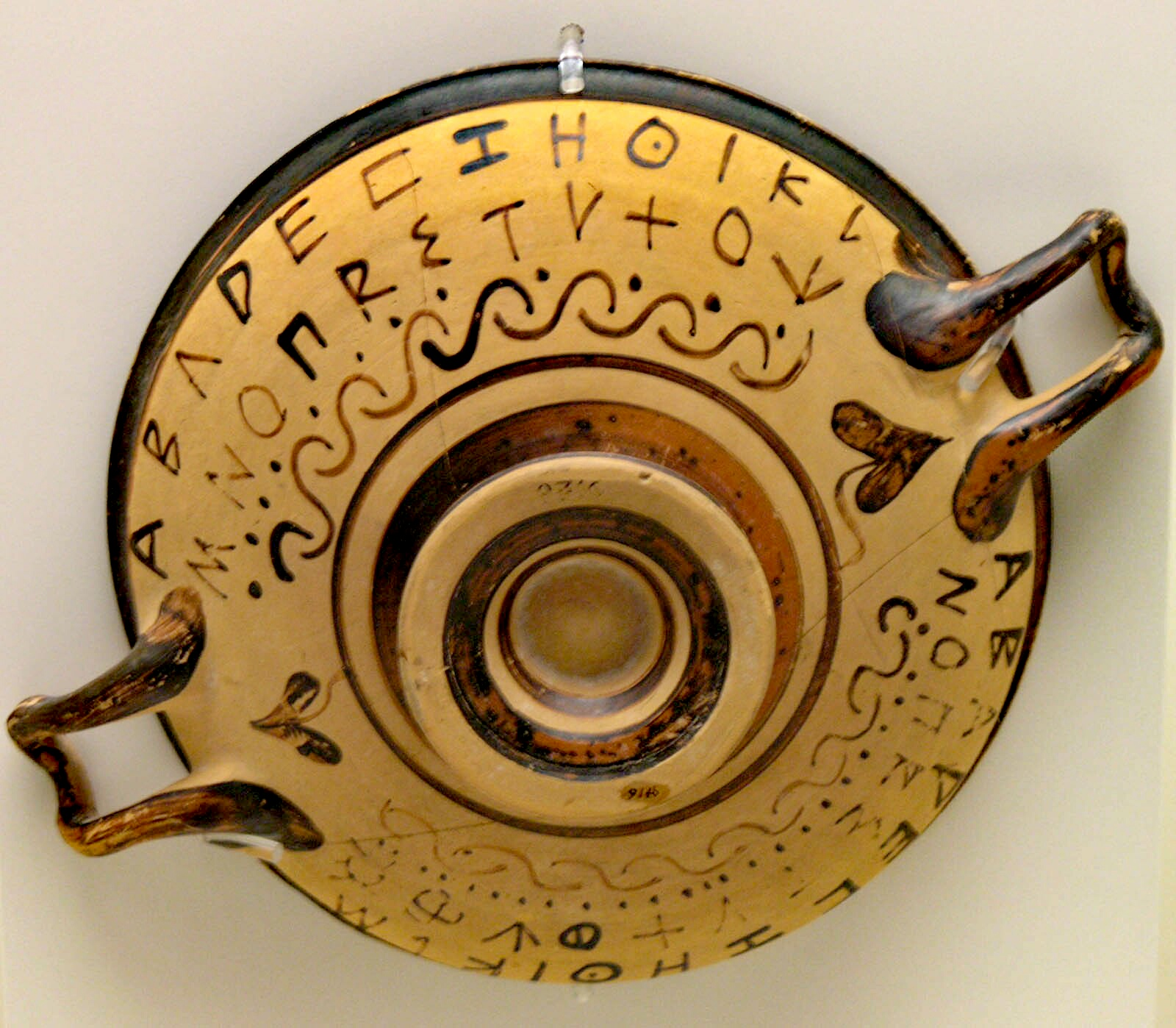
Alphabet grec peint sur la panse d'une coupe attique à figures noires ; le bêta, visible sur la gauche du vase, possède la forme caractéristiquement anguleuse de cette époque.

La lettre bêta tire son origine de la lettre correspondante de l'alphabet phénicien. Celle-ci provient peut-être de l'alphabet protosinaïtique, une écriture utilisée dans le Sinaï il y a plus de 3 500 ans, elle-même probablement dérivée de certains hiéroglyphes égyptiens ; le hiéroglyphe sur lequel la lettre phénicienne est basée représente une maison stylisée, , et la lettre phénicienne est elle-même une forte stylisation de ce caractère. L'alphabet phénicien atteint une forme plus ou moins standard vers le XIe siècle av. J.-C. Sa deuxième lettre est une consonne (l'alphabet phénicien est un abjad qui ne note pas les voyelles) correspondant probablement au son [b].
L'alphabet grec est créé sur le modèle de l'alphabet phénicien. La deuxième lettre de celui-ci est directement utilisée par l'alphabet grec pour noter le son [b]. Sur les premières inscriptions grecques après les siècles obscurs, vers le VIIIe siècle av. J.-C., l'orientation de la lettre correspond à celle de l'alphabet phénicien. Dans les alphabets grecs ultérieurs, elle subit généralement une rotation de 90°. Les différents alphabets grecs archaïques utilisent toutefois une grande variété de formes pour le bêta. À part la forme standard (arrondie ou pointue, ), on trouve des formes aussi variées que  (Gortyne),  et  (Santorin),  (Argos),  (Milos),  (Corinthe),  (Mégare, Byzance),  (Cyclades),. Le bêta est l'une des lettres des alphabets archaïques qui possède le plus de variantes.
La forme actuelle de la lettre provient de l'alphabet utilisé en Ionie, qui est progressivement adopté par le reste du monde grec antique (Athènes passe un décret formel pour son adoption officielle en 403 av. J.-C. ; son usage est commun dans les cités grecques avant le milieu du IVe siècle av. J.-C.).
En grec, « bêta » provient de la prononciation sémitique ancienne (qu'on ne peut reconstituer avec précision) et ne signifie rien, ainsi qu'il en est des autres lettres (alpha, gamma, delta, etc.). En revanche, on suppose que le nom de la lettre phénicienne correspondante provient du terme sémitique *bayt (« maison »). En grec ancien, la lettre est appelée βῆτα (bễta, prononcée /ˈbɛːˌ.ta/ en dialecte attique, /βíta/ en koiné et /víta/ en grec médiéval) ; en grec moderne, elle est appelée βήτα (víta, prononcée /ˈvi.ta/).
La lettre bêta est transmise à l'alphabet latin par l'intermédiaire de l'alphabet étrusque, lui-même dérivé de l'alphabet grec « rouge » employé en Eubée — alphabet que les Étrusques apprennent à Pithécusses (île d'Ischia), près de Cumes. En passant dans l'alphabet latin, les lettres ayant perdu leur nom pour se réduire le plus souvent à leur son, le bêta grec est rebaptisé b. Dans l'alphabet cyrillique, le bêta donne naissance aux lettres В et Б.

Hiéroglyphe égyptien : maison
Bet phénicien
Bêta grec
B étrusque
B romain
Vé cyrillique
Bé cyrillique

## Typographie
Le grec étant une écriture bicamérale, le bêta possède une forme majuscule, Β, et une forme minuscule, β.
Dans certaines compositions, tout spécialement dans la tradition française, il existe une variante typographique de la lettre minuscule sans jambage lorsqu'elle est utilisée à l'intérieur d'un mot : ϐ. βίβλος est alors imprimé βίϐλος.
Plusieurs autres graphèmes possèdent une graphie semblable au bêta :
- la graphie majuscule Β ressemble aux lettres majuscules B (écriture latine) et В (écriture cyrillique) ;
- la graphie minuscule β ressemble à la lettre allemande ß.
- la graphie minuscule ϐ ressemble à в, la forme minuscule bulgare lettre de la lettre cyrillique В. (Notez cependant que, selon la police d'écriture, la lettre bulgare peut s'afficher comme la forme russe de cette lettre : в.)

## Codage
La majuscule Β possède les codages suivants :
- Unicode : U+0392
- Entité HTML : &Beta;
- TeX : \Beta ; {\displaystyle \mathrm {B} }
- DOS Greek : 129
- DOS Greek-2 : 165
- Windows-1253 : 194

La minuscule β possède les codages suivants :
- Unicode : U+03B2
- Entité HTML : &beta;
- TeX : \beta ; {\displaystyle \beta }
- DOS Greek : 153
- DOS Greek-2 : 215
- Windows-1253 : 226

Le tableau suivant recense les différents caractères Unicode utilisant le bêta:
| Caractère | Représentation | Code    | Bloc Unicode                           | Nom Unicode                                                  |
| --------- | -------------- | ------- | -------------------------------------- | ------------------------------------------------------------ |
| Β         | Β              | U+0392  | Grec et copte                          | Lettre majuscule grecque bêta                                |
| β         | β              | U+03B2  | Grec et copte                          | Lettre minuscule grecque bêta                                |
| ϐ         | ϐ              | U+03D0  | Grec et copte                          | Symbole grec bêta                                            |
| ᵝ         | ᵝ              | U+1D5D  | Supplément phonétique                  | Lettre modificative minuscule bêta                           |
| ᵦ         | ᵦ              | U+1D66  | Supplément phonétique                  | Lettre modificative grecque bêta souscrit                    |
| 𝚩         | 𝚩              | U+1D6A9 | Symboles mathématiques alphanumériques | Majuscule mathématique grasse bêta                           |
| 𝛃         | 𝛃              | U+1D6C3 | Symboles mathématiques alphanumériques | Minuscule mathématique grasse bêta                           |
| 𝛣         | 𝛣              | U+1D6E3 | Symboles mathématiques alphanumériques | Majuscule mathématique italique bêta                         |
| 𝛽         | 𝛽              | U+1D6FD | Symboles mathématiques alphanumériques | Minuscule mathématique italique bêta                         |
| 𝜝         | 𝜝              | U+1D71D | Symboles mathématiques alphanumériques | Majuscule mathématique italique grasse bêta                  |
| 𝜷         | 𝜷              | U+1D737 | Symboles mathématiques alphanumériques | Minuscule mathématique italique grasse bêta                  |
| 𝝗         | 𝝗              | U+1D757 | Symboles mathématiques alphanumériques | Majuscule mathématique grasse sans empattement bêta          |
| 𝝱         | 𝝱              | U+1D771 | Symboles mathématiques alphanumériques | Minuscule mathématique grasse sans empattement bêta          |
| 𝞑         | 𝞑              | U+1D791 | Symboles mathématiques alphanumériques | Majuscule mathématique italique grasse sans empattement bêta |
| 𝞫         | 𝞫              | U+1D7AB | Symboles mathématiques alphanumériques | Minuscule mathématique italique grasse sans empattement bêta |